# 狠愛演
狠愛演是臺灣的YouTube頻道，由成員牛排、胡椒和西裝在2016年成立，蛇丸後來加入。頻道初期多為戲劇題材影片，也曾推出客家歌曲，轉型後以無厘頭的搞笑、料理和挑戰類。2020年8月1日，宣布停止更新。

## 經歷
狠愛演頻道由牛排（王居皓）和胡椒（林庭旭）在2016年8月15日成立，後來加入兩人大學同學、蛇丸（王顯耀）。而兩人的友人、家人以及寵物，例如：老人與狗（牛排爸爸）、妮妮（牛排妻子）、Apple老師（牛排姐姐）、黑炭（牛排姐姐的朋友的弟弟）、牛小排（牛排兒子）亦不時在影片中客串。
牛排和胡椒從小一起長大，自美和科技大學畢業後共同經營Youtube頻道，頻道在2016年創立，初期多為戲劇題材影片，也曾推出客語歌曲〈客家豬肉咪〉、〈面帕粄〉和〈客家人〉以宣傳客家話。轉型後以無厘頭的搞笑、料理和挑戰類影片為主。2019年4月2日，合夥成立「發現創意工作室」。2019年8月6日，狠愛演頻道突破一百萬訂閱。2020年8月1日，於臉書粉絲專頁宣布頻道停止更新。
狠愛演自詡為「高屏第一偶像團體」、「高屏地區最強男子團體」、「史上最容易不爽的團體」或「號稱擁有6萬人後勤團隊」，對白充斥各種幹話和玩笑。

## 外部連結
- YouTube上的狠愛演頻道
- 狠愛演的Facebook專頁
- 狠愛演的Instagram帳戶